# Койнасское сельское поселение
Койнасское се́льское поселе́ние или муниципальное образование «Койнасское» — упразднённое муниципальное образование со статусом сельского поселения в составе Лешуконского муниципального района Архангельской области.
Соответствует административно-территориальной единице в Лешуконском районе — Сульскому сельсовету с центром в селе Койнас.
Административный центр — село Койнас.

## Географические данные
Нахождение: центральная часть Лешуконского района. Крупнейшие реки поселения: Мезень, Кысса.

## История
Муниципальное образование было образовано в 2006 году.

## Население
| 2010 | 2011 | 2012 | 2013 | 2014 | 2015 |
| ---- | ---- | ---- | ---- | ---- | ---- |
| 833  | ↘826 | ↘779 | ↘743 | ↘702 | ↘659 |
| 2016 | 2017 | 2018 | 2019 | 2020 | 2021 |
| ↘643 | →643 | ↘628 | ↘623 | ↘581 | ↘467 |

## Населённые пункты
В состав сельского поселения входят следующие населённые пункты:
| № | Населённый пункт | Тип     | Население |
| - | ---------------- | ------- | --------- |
| 1 | Засулье          | деревня | ↗80       |
| 2 | Койнас           | село    | ↘470      |
| 3 | Кысса            | деревня | ↘43       |
| 4 | Усть-Кыма        | деревня | ↘139      |
| 5 | Усть-Низемье     | деревня | ↘25       |
| 6 | Чухари           | деревня | ↘3        |
| 7 | Чучепала         | деревня | ↘21       |